# Глибоководні гідротермальні джерела

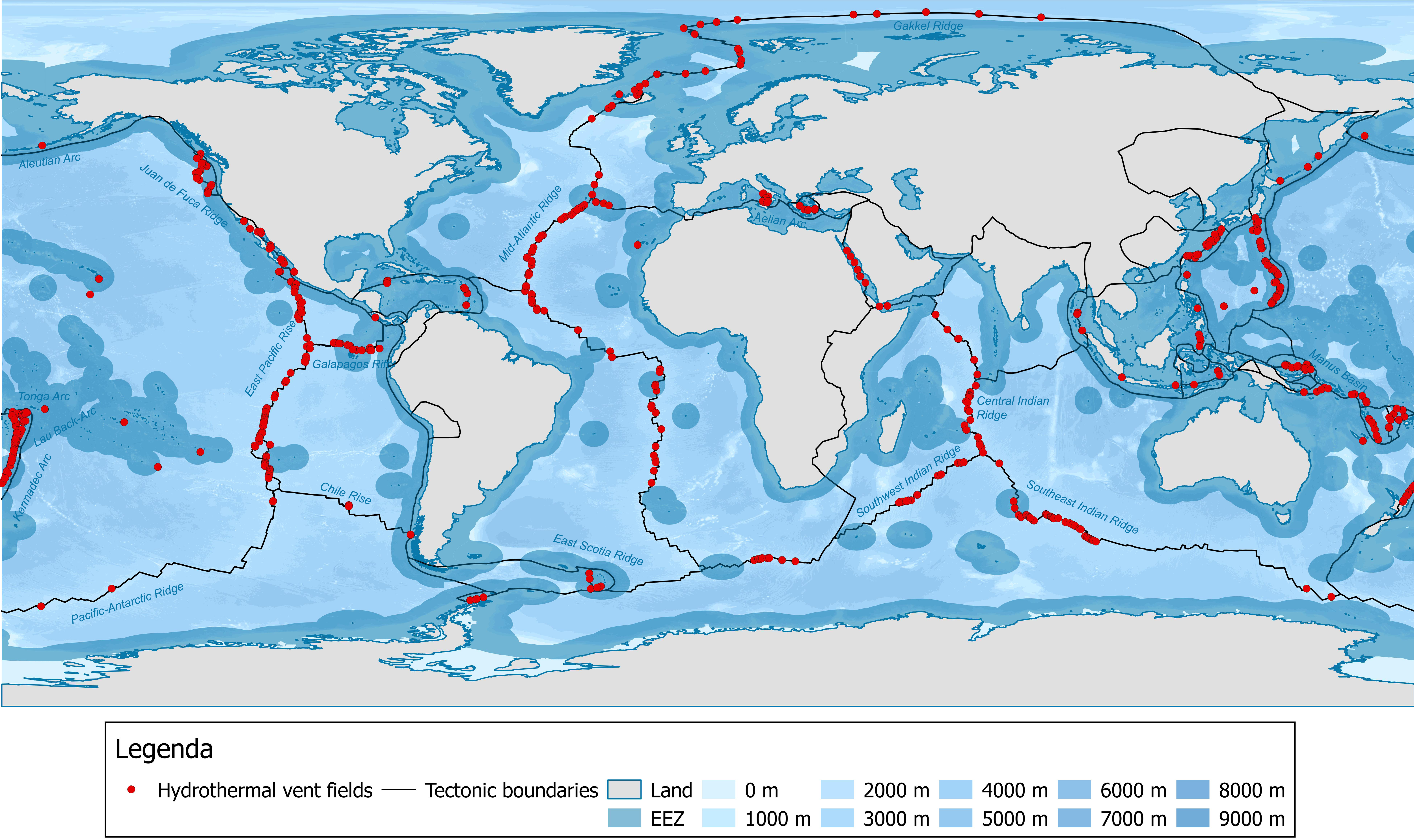
Розповсюдження глибоководних гідротермальних джерел (за даними InterRidge Vents Database).

Глибоково́дні гідротерма́льні джере́ла — високотемпературні підводні джерела на дні океанів, у зоні середино-океанічних хребтів. Утворюються внаслідок інфільтрації морської води в базальтовий шар земної кори.
Морська вода внаслідок взаємодії з породами перетворюється на кислий відновлювальний розчин і виносить із рифтових зон велику кількість речовини, яка збагачена сульфідами міді, заліза, мангану та цинку. Перемішування з холодною придонною водою призводить до випадання сульфідів у осад та утворення навколо джерел покладів колчеданів. Такі поклади виявлено на Східно-Тихоокеанській височині, на Серединно-Атлантичному та Індійському хребтах, у Новогвінейському морі, на рифті Червоного моря.
Також ці джерела характеризуються потужними екосистемами, які складають організми, що пристосувалися до високих температур та досить незвичайних умов на океанічному дні.

## Класифікація
Виділяють дві категорії подібних джерел, що розрізняють забарвленням суспензії («диму»), яка утворюється внаслідок виливу гідротермального розчину у придонну товщу океанічної води:
- Чорні курці — їм властива вища температура води (350—400 °C), «дим» має темне забарвлення, зумовлене наявністю піротину та аморфного кремнезему з домішками сульфідів міді та цинку.
- Білі курці — мають меншу температуру (до 330 °C), «дим» має світле забарвлення й складається з ангідриту, бариту та кремнезему.

Обидва види джерел виникають у схожих умовах, іноді вони спостерігаються поряд. Вважається, що різниця між ними зумовлена в першу чергу швидкістю виливу термального розчину через «комин»:
- у разі швидкого виливу (кілька кілограм на секунду) джерело матиме більшу температуру, оскільки охолодження фактично починається лише в комині утворення;
- у разі повільного виливу охолодження частково відбувається в пористому тілі споруди й на виході з комину вода матиме меншу температуру.